# ベルンハルト・ジークフリート・アルビヌス

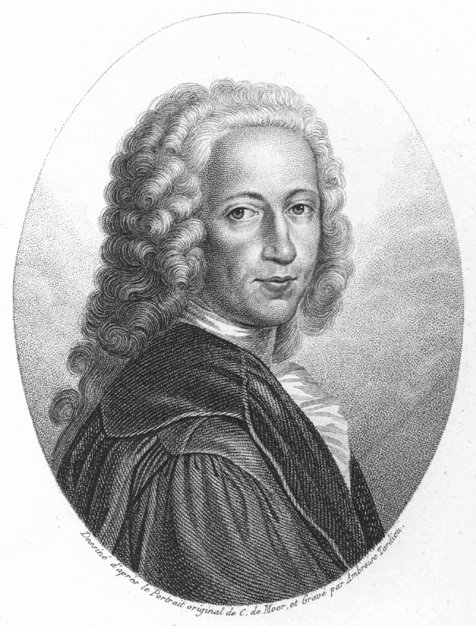
ベルンハルト・ジークフリート・アルビヌス

ベルンハルト・ジークフリート・アルビヌス（Bernhard Siegfried Albinus、1697年2月24日 - 1770年9月9日）は、ドイツ生まれのオランダ人の解剖学者、医師。

## 生涯
アルビヌスは、彼の父ベルンハルト・アルビヌス（1653年 - 1721年）が医学診療の教授をしていたフランクフルト・アン・デア・オーダーで生まれた。1702年に父はライデン大学へ医学教授の座を移し、1709年に12歳のベルンハルト・ジークフリートはそこでヘルマン・ブールハーフェやニコラウス･ビドローら教師によって医学を学び始めた。
ライデン大学で医学を修めた後、パリへ行き、そこでセバスチアン・バイヤン（1669年 - 1722年）やジェイコブ・ウィンスロー（1669年 - 1760年）らの下で特に解剖学と植物学に専念した。1年のブランクの後に、ブールハーフェの推薦で1719年にライデン大学へ解剖学と手術の講師として呼び戻された。2年後にはこれらの領域の教授の地位で父の後を継ぎ、短期間でヨーロッパにおける最も著名な解剖学の教授の一人となった。その教室には学生だけでなく、多くの開業医も出入りしていた。
1745年には、アルビヌスは医学診療の教授に任命され、彼の弟フレデリック（1715年 - 1778年）が解剖学教授を引き継ぎ、もう一人の弟クリスチャン（1700年 - 1752年）と共に多くの称号を獲得した。アルビヌスはライデン大学で2期学長を務め、ライデンで死去した。

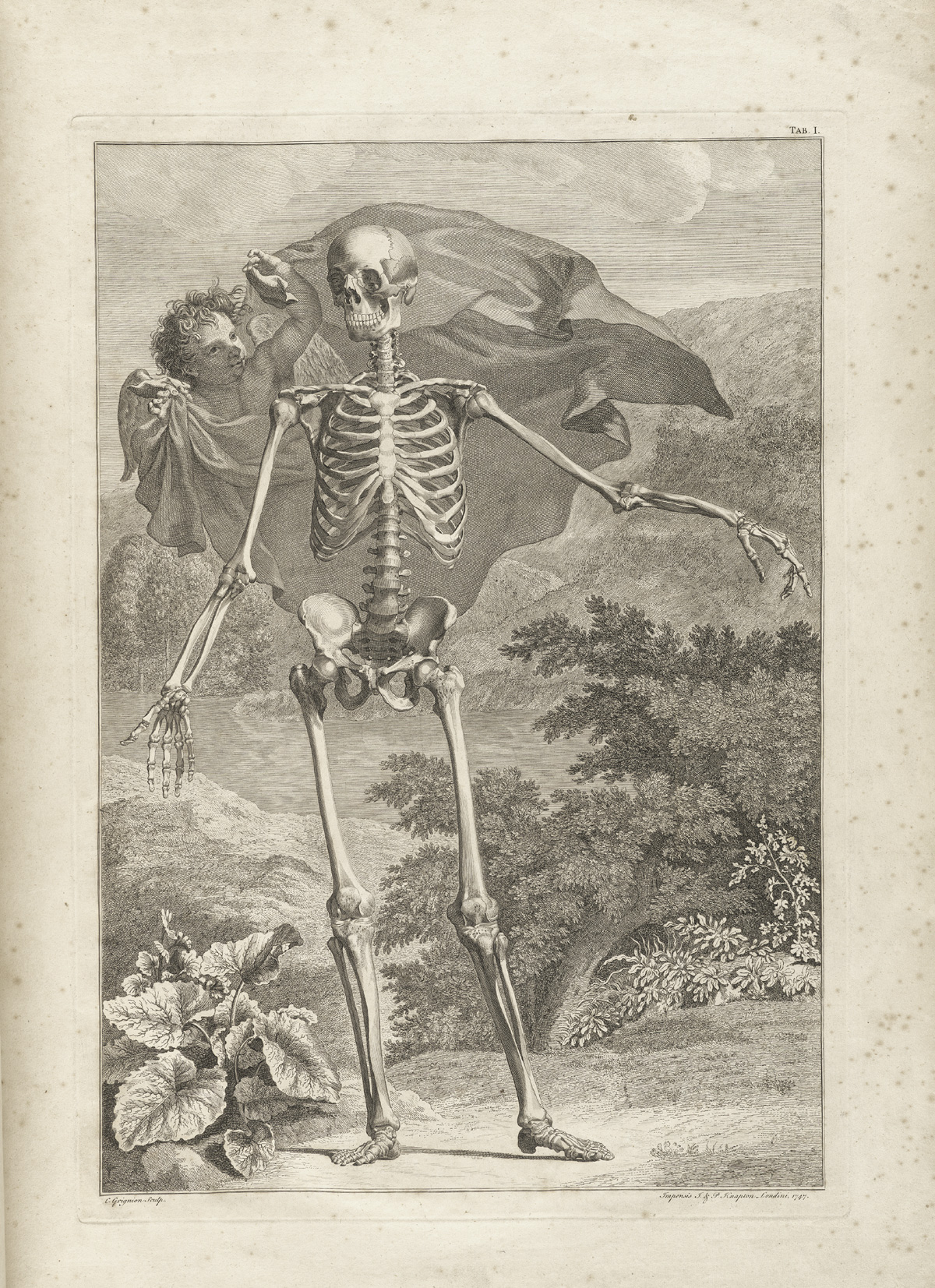
Tabulae sceleti et musculorum corporis humani（ロンドン、1749年）

アルビヌスは、1747年にライデンで出版されたほぼ自費制作の記念碑的書籍「Tabulae sceleti et musculorum corporis humani」でよく知られている。アルビヌスの図譜の作図と板刻のほぼ全てはヤン・ワンダラー（1690年 - 1759年）による。解剖図の科学的正確性を向上させるために、アルビヌスとワンダラーは、画家と標本の間に特定の間隔で四角い枠に紐を張ったネットを置き、そのグリッド･パターンを用いて像を複製する新しい手法を考案した。図版はペトルス・キャンパーのような学者によって、ワンダラーが描き加えた風変わりな背景などが強く批判されたが、アルビヌスはワンダラーを擁護した。